# Eimstupet
Eimstupet (norwegisch für Dunststeig) ist ein steil aufradendes Kliff auf der subantarktischen Bouvetinsel im Südatlantik. Es liegt am nördlichen Ausläufer des Olavtoppen.
Wissenschaftler des Norwegischen Polarinstituts benannten es 1980 deskriptiv.